# Мрзовићи
Мрзовићи је насеље у општини Пљевља у Црној Гори. Према попису из 2003. било је 134 становника (према попису из 1991. било је 145 становника).

## Демографија
У насељу Мрзовићи живи 105 пунолетних становника, а просечна старост становништва износи 39,6 година (36,7 код мушкараца и 42,1 код жена). У насељу има 40 домаћинстава, а просечан број чланова по домаћинству је 3,35.
Ово насеље је углавном насељено Србима (према попису из 2003. године).
|  |

| Демографија | Демографија | Демографија |
| Година      | Становника  | Становника  |
| ----------- | ----------- | ----------- |
|             |             |             |
|             |             |             |
|             |             |             |
|             |             |             |
| 1948.       | 147         |             |
| 1953.       | 137         |             |
| 1961.       | 134         |             |
| 1971.       | 159         |             |
| 1981.       | 137         |             |
| 1991.       | 145         | 145         |
| 2003.       | 134         | 134         |
|             |             |             |

| Етнички састав према попису из 2003.‍ | Етнички састав према попису из 2003.‍ | Етнички састав према попису из 2003.‍ | Етнички састав према попису из 2003.‍ | Етнички састав према попису из 2003.‍ |
| ------------------------------------ | ------------------------------------ | ------------------------------------ | ------------------------------------ | ------------------------------------ |
|                                      |                                      |                                      |                                      |                                      |
| Срби                                 | Срби                                 |                                      | 112                                  | 83,58%                               |
| Црногорци                            | Црногорци                            |                                      | 18                                   | 13,43%                               |
| непознато                            | непознато                            |                                      | 0                                    | 0,0%                                 |

| Година пописа     | 1948. | 1953. | 1961. | 1971. | 1981. | 1991. | 2003. |
| ----------------- | ----- | ----- | ----- | ----- | ----- | ----- | ----- |
| Број домаћинстава | 26    | 26    | 32    | 34    | 34    | 38    | 40    |

| Број чланова      | 1  | 2 | 3 | 4 | 5 | 6 | 7 | 8 | 9 | 10 и више | Просек |
| ----------------- | -- | - | - | - | - | - | - | - | - | --------- | ------ |
| Број домаћинстава | 40 | 8 | 9 | 5 | 6 | 6 | 4 | 1 | 1 | 0         | 0      |

| Пол    | Укупно | Неожењен/Неудата | Ожењен/Удата | Удовац/Удовица | Разведен/Разведена | Непознато |
| ------ | ------ | ---------------- | ------------ | -------------- | ------------------ | --------- |
| Мушки  | 48     | 17               | 28           | 2              | 1                  | 0         |
| Женски | 62     | 18               | 29           | 12             | 3                  | 0         |
| УКУПНО | 110    | 35               | 57           | 14             | 4                  | 0         |

| Пол    | Укупно                    | Пољопривреда, лов и шумарство | Рибарство                            | Вађење руде и камена | Прерађивачка индустрија       |
| ------ | ------------------------- | ----------------------------- | ------------------------------------ | -------------------- | ----------------------------- |
| Мушки  | 19                        | 2                             | 0                                    | 3                    | 3                             |
| Женски | 10                        | 1                             | 0                                    | 1                    | 1                             |
| УКУПНО | 29                        | 3                             | 0                                    | 4                    | 4                             |
| Пол    | Производња и снабдевање   | Грађевинарство                | Трговина                             | Хотели и ресторани   | Саобраћај, складиштење и везе |
| Мушки  | 2                         | 3                             | 1                                    | 0                    | 4                             |
| Женски | 0                         | 0                             | 2                                    | 2                    | 1                             |
| УКУПНО | 2                         | 3                             | 3                                    | 2                    | 5                             |
| Пол    | Финансијско посредовање   | Некретнине                    | Државна управа и одбрана             | Образовање           | Здравствени и социјални рад   |
| Мушки  | 0                         | 0                             | 1                                    | 0                    | 0                             |
| Женски | 0                         | 0                             | 0                                    | 2                    | 0                             |
| УКУПНО | 0                         | 0                             | 1                                    | 2                    | 0                             |
| Пол    | Остале услужне активности | Приватна домаћинства          | Екстериторијалне организације и тела | Непознато            | Непознато                     |
| Мушки  | 0                         | 0                             | 0                                    | 0                    | 0                             |
| Женски | 0                         | 0                             | 0                                    | 0                    | 0                             |
| УКУПНО | 0                         | 0                             | 0                                    | 0                    | 0                             |